# 花山院家
花山院家（かさんのいんけ）は、藤原北家師実流（花山院流）の嫡流に当たる公家・華族。公家としての家格は清華家、華族としての家格は侯爵家。

## 歴史

### 平安～鎌倉時代
藤原道長の孫である京極摂政藤原師実の次男以下の系譜を花山院流といい、大きく四流に分かれており、そのうち師実の二男家忠を祖とする嫡流家が花山院家である。
花山院の号は、家忠が師実から近衛大路の南、東洞院大路の東の方一町に位置する邸宅花山院第（東一条殿）を伝領したことに因む。大治6年（1131年）に左大臣となった家忠は「花山院左大臣」と呼ばれた
その息子である忠宗は父に先立ったため権中納言に留まり、当時の慣例で父との同居を避けたので花山院に居住した形跡はないが、忠宗の子である忠雅は祖父の死を受けて花山院に住したようで、仁安3年（1168年）に太政大臣に昇進し「花山院太政大臣」と呼ばれた。
その息子の4代兼雅も後白河上皇の近臣として左大臣に至り「後花山院左大臣」と呼ばれた。さらにその息子5代忠経も右大臣に登って「花山院右大臣」と称された。6代定雅も「後花山院」、7代通雅も「後花山院太政大臣」と呼ばれたことが『尊卑分脈』に見えるように花山院第を代々伝領し、他の公家に先駆けて家名の固定化を見たようであるが、家名の固定化は鎌倉時代中期以降と見られる。
公家としての家格は清華家、旧家、内々。家業は四箇の大事、有職故実、雅楽（笙）、一条家の家札。

### 南北朝～江戸時代
5代忠経には定雅･師継の2子があり、南北朝分立の中で家系も二流に分かれる。有職故実に通じていた師継は『蝉冕翼抄』を著し、その子師信は後醍醐天皇竜潜の時の春宮大夫、その子師賢は1331年の元弘の変に際して後醍醐天皇を笠置に逃れさせるため天皇の身代りとして比叡山に登り、囚われの身になった忠臣として知られる。その孫の長親（耕雲）は南朝に仕えた歌人として著名で、和歌・源氏物語の研究に業績を残した。なお、後小松天皇の後宮に入って一休宗純を生んだ南朝遺臣の女とは、この支流の出身である可能性がある。
一方で定雅以降の嫡流は北朝に仕え、父子相続を以て繁栄したが、13代忠定が後嗣なく没したため、南朝近衛家の子息を耕雲の猶子として相続させたという（『看聞日記』）。これが持忠であり、加冠の際に将軍足利義持から偏諱を受けた。その子政長も明確ではないが、父同様足利義政の偏諱を受けた可能性がある。さらに政長の姉兼子は後土御門天皇の後宮に入っており、こうした公武における縁のためか政長の官位は急速な昇進を遂げ、従一位･太政大臣に昇っている。
政長の跡は子の忠輔が継いだが、その子兼雄が出家したために後嗣なく、九条家から家輔を迎えて養子とした。ところが家輔にも後嗣なく、今度は西園寺家から家雅（定熙）を養子として入れた。定熙の後嗣には二男忠長を予定していたが、忠長が猪熊事件の関係者として勅勘を蒙ったため、五男定好が継いだ。忠長は後に帰京と新公家創設を許され、子息の定逸は野宮家の祖となっている。
定誠が武家伝奏に、常雅･愛徳が議奏に補されている。
江戸時代の家禄は715石2斗余。屋敷は西殿町を下った東側にあった。菩提所は小塩山十輪寺。家臣には諸大夫として本庄家、檜山家、梅戸家、石川家、前波家、侍として石川家、山本家、実花葉家、田中家、四手井家があった。

### 明治以降
明治2年（1869年）6月17日の行政官達で公家と大名家が統合されて華族制度が誕生すると花山院家も旧公家として華族に列した。
維新後に旧禄に替えて支給された家禄は、現米で470石。明治9年（1876年）8月5日の金禄公債証書発行条例に基づき家禄と賞典禄の代わりに支給された金禄公債の額は2万581円70銭5厘（華族受給者中224位）。
1884年（明治17年）7月7日、華族令施行で華族が五爵制になると34代当主忠遠が旧清華家として侯爵位を授けられた。
忠遠は明治28年8月15日に死去、実子がなかったため堀河康隆子爵の七男親家が養子として35代目当主となり、侯爵位を継承。親家は大正13年3月11日に死去し、その長男親忠が36代目当主となり、侯爵位を継承。彼の代の昭和前期に花山院侯爵家の邸宅は大阪市南区内安堂寺橋通にあった。親忠は春日大社宮司を務めた。
その息子の37代目当主弘匡は奈良県の県立高校の教諭を歴任した後、平成20年（2008年）に春日大社宮司に就任した。

## 歴代当主
1. 藤原家忠（1062年 - 1136年）
2. 藤原忠宗（1087年 - 1133年）
3. 藤原忠雅（1124年 - 1193年）
4. 藤原兼雅（1148年 - 1200年）
5. 花山院忠経（1173年 - 1229年）
6. 花山院定雅（1218年 - 1294年）
7. 花山院通雅（1232年 - 1276年）
8. 花山院家教（1261年 - 1297年）
9. 花山院家定（1283年 - 1342年）
10. 花山院長定（1318年 - 1355年以降）
11. 花山院兼定（1338年 - 1378年）
12. 花山院通定（1362年 - 1400年）
13. 花山院忠定（1379年 - 1416年）
14. 花山院持忠（1405年 - 1467年）
15. 花山院定嗣（1436年 - 1454年）
16. 花山院政長（1451年 - 1525年）
17. 花山院忠輔（1483年 - 1542年）
18. 花山院家輔（1519年 - 1580年）
19. 花山院定熙（1558年 - 1634年）
20. 花山院忠長（1588年 - 1662年）
21. 花山院定好（1599年 - 1673年）
22. 花山院忠広（1628年 - 1693年）
23. 花山院定教（1629年 - 1653年）
24. 花山院定誠（1640年 - 1704年）
25. 花山院持実（1670年 - 1728年）
26. 花山院師夏（1692年 - 1697年）
27. 花山院常雅（1700年 - 1771年）
28. 花山院長熙（1736年 - 1769年）
29. 花山院愛徳（1755年 - 1829年）
30. 花山院家厚（1789年 - 1866年）
31. 花山院家正（1834年 - 1840年）
32. 花山院家理（1839年 - 1902年）
33. 花山院家威（1857年 - 1920年）
34. 花山院忠遠（1876年 - 1895年）
35. 花山院親家（1878年 - 1924年）
36. 花山院親忠（1918年 - 1994年）
37. 花山院弘匡（1962年 -）

## 分流
支流として中山家・今城家・五辻家・烏丸家・鷹司家・野宮家の各家が興り、このうち五辻･烏丸･鷹司の3家は断絶したが、その他は廷臣として明治維新に及んでいる。また師実の次男家忠（花山院家など）・四男経実（大炊御門家など）・五男忠教（難波家、飛鳥井家など）に始まる師実の次男以下の三流をあわせて「花山院流」と称する。